# چلسی (اکلاهما)
چلسی(به انگلیسی: Chelsea) شهری در ایالت اکلاهما کشور ایالات متحده آمریکا است که جمعیت آن در سرشماری سال ۲۰۱۰ میلادی، ۱٬۹۶۴ نفر بوده‌است.